# شرطاق الثانية (جهاد)
شرطاق الثانية (بالفارسية: شرطاق دو) هي قرية تقع في إيران في قسم جهاد الريفي. يقدر عدد سكانها بـ 317 نسمة بحسب إحصاء 2016.